# Reserva Natural de Maapaju
A Reserva Natural de Maapaju é uma reserva natural localizada no condado de Harju, na Estónia.
A área da reserva natural é de 451 hectares.
A área protegida foi fundada em 2005 para proteger os valiosos tipos de habitats e espécies ameaçadas nas aldeias de Vikipalu e Pillapalu (Anija).